# 広島工学院大学校
広島工学院大学校 （ひろしまこうがくいんだいがっこう）とは、広島県広島市にある専修学校。
設置者は、学校法人古沢学園。

## 設置学科
- 自動車整備科 - 国土交通大臣指定自動車整備士養成校
- オート研究科
- 建築環境学科
- 電気・デジタル通信学科

## 所在地
- 広島県広島市安佐南区大塚東3丁目2-1

## 姉妹校
古沢学園が設置する学校は、本校の他に以下がある。
- 広島都市学園大学
- 広島自動車大学校